# Cephalotrichella signata
Cephalotrichella signata är en djurart som tillhör fylumet slemmaskar, och som först beskrevs av Ambrosius Arnold Willem Hubrecht 1879.  Cephalotrichella signata ingår i släktet Cephalotrichella och familjen Cephalothricidae. Inga underarter finns listade i Catalogue of Life.